# 萨沃尼亚迪松佐
萨沃尼亚迪松佐（義大利語：Savogna d'Isonzo），是意大利戈里齐亚省的一个市镇。总面积16平方公里，人口1749人，人口密度109.3人/平方公里（2009年）。ISTAT代码为031022。